# Mygalarachne brevipes
Mygalarachne brevipes là một loài nhện trong họ Theraphosidae. Chúng được miêu tả năm 1871 bởi Ausserer.